# ريسلي (وارينغتون)
ريسلي (وارينغتون) هي إحدى القرى التي تقع في الركن الشمالي الشرقي من وارينغتون بمقاطقة تشيشير بإنجلترا.

## التاريخ
تاريخيا كانت تتبع لمقاطعة لانكشر خلال الحرب العالمية الثانية حيث كانت موقع لمصنع الذخائر الملكية. بعد الحرب أصبحت موقعًا لمكاتب التصميم والمختبرات الخاصة بالأسلحة النووية الناشئة في المملكة المتحدة وبرامج الطاقة النووية. حيث كان مفاعل أبحاث الجامعات يعمل بها حتى عام 1991. اليوم تشكل الجزء الأكبر من مدينة بيرشوود الجديدة.

## أهم المنشئات
يقع سجن ريسلي (HMP Risley) المشهور في نفس القرية. حيث تم افتتاحه كمركز للحراسة في عام 1964 ، ولكن الآن أصبح سجن من الفئة ج للذكور البالغين.